# Роже Куртоа
Роже́ Куртоа́ (на френски: Roger Courtois; 30 май 1912 година, Женева, Швейцария — 5 май 1972 — френски футболист, нападател на Франция, участник на Световните първенства през 1934 и 1938.

## Кариера

### Клубна
Роже Куртоа – е възпитаник на женевския „Урания“. Дебютира в отбора през сезон 1932/1933, където изиграва 12 мача и отбелязва 10 гола. В края на сезона преминава във френския „Сошо“.
През сезон 1933/1934 Куртоа вкарва 23 гола в 23 играни мача, което му позволява да заеме трето място в при голмайсторите след Ищван Лукаш и Валтер Кайзер. През 1934/1935 нападателя вкрава 29 гола, и остава само на един гол разлика от съотборника си Андре Абеглен и „Сошо“ за пръв път става шампион на Франция. През 1935/1936 му носи и голмайсторската титла: родения в Швейцария Куртоа изпреварва Оскар Рор от „Страсбург“ с 6 гола. На следващия сезон Роже Куртоа е вече в състава на „Сошо“ където става вицешампион и носител на Купата на Франция, а през 1937/1938 — и шампион на страната за втори път. През 1938/1939 нападателят на Сошо отново става голмайстор на пъвенството, където дели първото място с футболиста на „Сет“ Дезире Корани.
През лятото на 1939 година Куртоа се завръща в Швейцария, където играе до 1945 година в началото на „Урания“, а после в „Лозана“. В състава на „Лозана“ Роже Куртоа става шампион и носител на „купата на Швейцария“ през 1944 година. През 1945 година нападателят отново преминава в „Сошо“, а от 1952 до 1957 година играе за „Троа“ в качеството на играещ треньор.

### В националния
Роже Куртоа дебютирова за отбора на Франция на 6 декември 1933 година в приятелския мач с Англия. Във втория си мач за националния отбор на 16 декември 1934 година, Куртоа вкарва гол във вратата Югославия, с който носи победата с 3:2. Нападателят два пъти (през 1934 и 1938 години) попада в състава на националния отбор за световното пъвенство, но не успява да играе нито в една среща.
13 декември 1936 г., Куртоа играе последната си среща в националния отбор. Това е мача с Португалия. Нападателят играе за „трикольорите“ в 22 приятелски мача (в 1 от които е капитан) и вкарва 10 гола.

### Треньорска
Роже Куртоа започва треньорската си кариера в Троа, който води в продължение на 11 години. Два пъти е участвал с отбора в Лига 1 и провежда във висшата лига общо 3 сезона (най-добро класиране – 17-о място през сезон 1954/1955.
От 1963 до 1965 година е старши треньор на „Монако“ с когото става вицешампион през 1963/1964.

## Успехи

### Като играч

#### Клубни
„Сошо“
- Шампион на Франция (2): 1934/1935, 1937/1938
- Вицешампион на Франция (1): 1936/1937|1936/37
- Носител на Купата на Франция (1): 1936/1937

 „Лозана“
- Шампион на Швейцария (1): 1943/1944
- Носител на Купата на Швейцария (1): 1943/1944

#### Лични
- Голмайстор в шампионата на Франция (2): 1935/1936, 1938[4]
- Голмайстор №1 в историята на „Сошо“: 281 гола

### Треньорски
Монако
- Вицешампион в шампионата на Франция (1): 1963/1964